# Evoplosoma voratus
Evoplosoma voratus is een zeester uit de familie Goniasteridae.
De wetenschappelijke naam van de soort werd in 2010 gepubliceerd door Christopher Mah, Nizinski & Lundsten.